# Линија U2 (Бечки метро)
Линија U2 део је бечке подземне мреже и у функцији је од октобра 2013. у дужини од 17,2 км и  20 станица. Ово га чини трећом најдужом линијом метроа у Бечу. Од децембра 2024. ова линија има прва аутоматска врата у Бечу. 
U2 првобитно датира из трамвајског тунела који је пуштен у рад 1966., који је претворен у подземну линију до 1980. и продужен за неколико стотина метара. У почетку је била само мало посећена и опслуживана кратким возовима, линија је надограђена отварањем проширења до стадиона Ернст Хапел 2008. Од тада су реализована даља проширења трасе или су тренутно у изградњи или планирању.
Данас, U2 повезује центар града од Карлсплаца у спиралној петљи са Асперна. Због тренутно ниске густине насељености, сваки други воз саобраћа од или до Аспернштрасе ван вршних сати. Ово чини U2, заједно са U1, једном од две линије метроа чији возови редовно завршавају пре крајње станице. Просечно време путовања између две терминалне станице је 30 минута. Боја линије U2 је љубичаста.

## Историја

### Градња
Изградња тунела, који је касније био централни део U2, започета је 1963. Након што је тунел завршен 1966. у дужини од 1,8 километара. Убрзо потом, 3. новембра 1969. изграђена је модерна конструкција бечке железнице. Она се састојала од новоизграђене линије U1 и две спојене линије трамваја и старог метроа, линије U2 и U4. Као резултат модерније мреже, појавиле су се нове руте између U1, U2 и U4.
Током 60-их и 70-их, U2 је добио укупно три нове станице: Карлсплац, Шотентор и Шотенринг. 30. августа 1980. отворена је U2 између Карлсплаца и Шотенринга, што значи да је линија била дуга 3,5 километара.

### Проширење
Између 1980. и 2008. U2 је остала далеко најслабија прометна линија у бечкој мрежи. Као резултат тога, U2 је проширен на стадион Ернст Хапел 2008., на Аспернштрасе 2010. и коначно на Зештат 5. октобра 2013.

## Возни парк
Развој возила линије U2 је спровео Simmering-Graz-Pauker (SGP) 1972. Ова јединица имала је двоосовински вагон, био је дугачак 36,8 и широк 2,8 метара и трајно спојени двоколични вагон. Воз је био састављен од три дупла вагона. Од 1987. SGP је унапредио техничку опрему својих возила, која је укључивала трофазне моторе са воденим хлађењем, кочнице са повратом енергије и модернизовану опрему за кочење у случају нужде и сигурност. ЛЕД дисплеји су заменили оригиналне осветљене дисплеје 2006. Поред тога, возила су накнадно опремљени пластичним седиштима, видео надзором и светлима упозорења која су сигнализирала затварање врата. Појединачно возило се састоји од 49 седишта и 91 места за стајање.

## Критике
Проширење U2 до стадиона Пратер 2008. довело је до значајних поремећаја површинског саобраћаја. Трамвајска линија 21, која иде углавном паралелно са U2, укинута је. Ову одлуку подржали су становници, посебно у густо насељеном делу 2. округа. Округ око Таборштрасе, жестоко критикован. Очекивало се даље смањење локалног јавног превоза. Оне деонице линије 21 које нису могле бити директно или само неадекватно покривене станицама U2 или другим транспортним линијама након њеног затварања недавно је опслуживало неколико аутобуских линија. До 2012. било је неколико промена линија, нових отварања и повећања фреквенције. Од 2010. дошло је и до побољшања у овој области у ноћном саобраћају.